# کوولینگتون (اکلاهما)
کوولینگتون(به انگلیسی: Cowlington) شهری در ایالت اکلاهما کشور ایالات متحده آمریکا است که جمعیت آن در سرشماری سال ۲۰۱۰ میلادی، ۱۵۵ نفر بوده‌است.